# العلاقات المارشالية الغرينادية
العلاقات المارشالية الغرينادية هي العلاقات الثنائية التي تجمع بين جزر مارشال وغرينادا.

## مقارنة بين البلدين
هذه مقارنة عامة ومرجعية للدولتين:
| وجه المقارنة                                              | جزر مارشال                     | غرينادا                                         |
| --------------------------------------------------------- | ------------------------------ | ----------------------------------------------- |
| المساحة (كم2)                                             | 181                            | 348                                             |
| عدد السكان (نسمة)                                         | 53.13 ألف                      | 107.83 ألف                                      |
| الكثافة السكانية (ن./كم²)                                 | 29.35 ألف                      | 30.99 ألف                                       |
| العاصمة                                                   | ماجورو                         | سانت جورجز                                      |
| اللغة الرسمية                                             | لغة إنجليزية، اللغة المارشالية | لغة إنجليزية، لغة غرينادا الكريولية الإنجليزية ‏ |
| العملة                                                    | دولار أمريكي                   | دولار شرق الكاريبي                              |
| الناتج المحلي الإجمالي (بليون دولار)                      | 199.40 مليون                   | 1.12 مليار                                      |
| الناتج المحلي الإجمالي (تعادل القوة الشرائية) بليون دولار | 207.25 مليون                   | 1.45 مليار                                      |
| الناتج المحلي الإجمالي الاسمي للفرد دولار أمريكي          | 3.38 ألف                       | 9.21 ألف                                        |
| الناتج المحلي الإجمالي للفرد دولار أمريكي                 | 3.80 ألف                       | 12.43 ألف                                       |
| مؤشر التنمية البشرية                                      |                                | 0.750                                           |
| رمز المكالمات الدولي                                      | +692                           | +1473                                           |
| رمز الإنترنت                                              | .mh                            | .gd                                             |
| المنطقة الزمنية                                           | ت ع م+12:00                    | 00                                              |

## منظمات دولية مشتركة
يشترك البلدان في عضوية مجموعة من المنظمات الدولية، منها:
| علم المنظمة | اسم المنظمة                                 | تاريخ انضمام جزر مارشال | تاريخ انضمام غرينادا |
| ----------- | ------------------------------------------- | ----------------------- | -------------------- |
|             | تحالف الدول الجزرية الصغيرة                 | ?                       | ?                    |
|             | البنك الدولي للإنشاء والتعمير               | 21 مايو 1992            | 27 أغسطس 1975        |
|             | يونسكو                                      | 30 يونيو 1995           | 17 فبراير 1975       |
|             | الاتحاد الدولي للاتصالات                    | 22 فبراير 1996          | 17 نوفمبر 1981       |
|             | مؤسسة التمويل الدولية                       | 23 سبتمبر 1992          | 28 أغسطس 1975        |
|             | منظمة الشرطة الجنائية الدولية               | ?                       | ?                    |
|             | مؤسسة التنمية الدولية                       | 19 يناير 1993           | 28 أغسطس 1975        |
|             | الأمم المتحدة                               | 17 سبتمبر 1991          | 17 سبتمبر 1974       |
|             | مجموعة دول أفريقيا والكاريبي والمحيط الهادئ | ?                       | ?                    |
|             | منظمة حظر الأسلحة الكيميائية                | ?                       | ?                    |